# Ducey
Ducey település Franciaországban, Manche megyében. Lakosainak száma 2537 fő (2018. január 1.). Ducey Saint-Quentin-sur-le-Homme és Saint-Laurent-de-Terregatte községekkel határos.

## Népesség
A település népességének változása:
| Lakosok száma | 1691 | 1825 | 1939 | 2069 | 2174 | 2409 | 2479 | 2829 | 2531 | 2537 |
|               | 1962 | 1968 | 1975 | 1990 | 1999 | 2008 | 2013 | 2016 | 2017 | 2018 |